# Lei Rubem Braga
A Lei Rubem Braga é uma lei do município de Vitória, Espírito Santo. Considerada a segunda lei municipal de incentivo às artes do Brasil, a lei foi sancionada em 5 de junho de 1991 pelo então prefeito da capital capixaba, Vitor Buaiz.